# Poste restante
Poste restante je možný druh poštovní adresy. Napíše-li se do adresy „poste restante“, znamená to, že zásilka nebude doručena na adresátovu adresu. Zůstane na cílové poště, kde si ji potom adresát, po předložení dokladu totožnosti, sám vyzvedne. Tento druh doručení je v případě České pošty zdarma, neplatí se tedy nic navíc. Adresát však není na uložení nijak upozorněn a závisí tak čistě na něm, zda se na poštu dostaví a zásilku si vyzvedne. Službu je možné využívat ve velké většině zemí Světové poštovní unie, avšak ne ve všech (např. Lucembursko) nebo může být zpoplatněná (Francie). Po předchozím ověření, že služba existuje, ji lze např. využít v zemi, kde adresát nemá vlastní adresu, ale ví, že jí bude projíždět a nechá si tam poslat např. vstupenky, letenky, poukázky apod.
Příklad adresy poste restante:

Pan

Karel Topič

poste restante

140 00 PRAHA 4